# Young Love
Young Love es el álbum debut del cantante estadounidense Shaun Taylor-Corbett, lanzado en 2010, este fue producido en Estados Unidos. Estuvo lanzada en Amazon.com para descargarlo pero se desconoce la causa por el cual le dieron de baja y ya no está disponible. Fue producido por Wiseguy Entertainment, LLC. Es considerado un EP ya que tiene 6 canciones: 3 cantadas y 3 instrumentales.

## Canciones
- Whatcha Do To Me
- Another Love Song
- Oh Love
- Whatcha Do To Me (Instrumental)
- Another Love Song (Instrumental)
- Oh Love (Instrumental)

## Curiosidades
- Whatcha Do To Me y Another Love Song son las únicas canciones del álbum que tienen video musical.
- Another Love Song es la única canción que puede encontrarse su Video Musical Completo, Whatcha Do To Me solo 16 Segundos de esta, ambos colgados en Youtube